# Grace Van Pelt
Grace Van Pelt es un personaje en el drama criminal The Mentalist, interpretado por Amanda Righetti. Van Pelt es una agente especial en la Oficina de investigación de la California ficticia. Es una mujer inteligente y ambiciosa, tiene excelentes conocimientos de informática.

## Carácter
Nacida el 4 de abril de 1983 Van Pelt es de una ciudad pequeña agrícola de Iowa. Tiende a ser demasiado sensibles a veces, pero es muy inteligente. Van Pelt trabaja con Rigsby y Cho la mayoría del tiempo, pero ocasionalmente trabaja con Jane o Lisbon. Ella es "la novata" del equipo, habiendo empezado su trabajo en el episodio piloto. Grace tiene una prima que es supuestamente psíquica, lo que a veces causa discusiones con Jane sobre cuestiones de la fe. En el episodio Bloodshot, Jane hace una observación sobre el personaje de Van Pelt, diciendo, "... estás profundamente reprimida y emocionalmente apagada... debido a un trauma en el pasado que nunca has contado a nadie... nunca... incluso a ti misma..." por la expresión facial Van Pelt parece confirmarse.
En la temporada 2 en el episodio Lanzando fuego, Van Pelt habla con una mujer a punto de suicidarse por la pérdida de su hijo, describiendo el impacto que supuso el suicidio de su hermana en ella. Más tarde, cuando le pregunta Rigsby, Van Pelt rápidamente afirma que "me ha salido sin más. No tengo una hermana" abruptamente mirando lejos y cambiando de tema - llevando al público a creer que en realidad tenía una hermana y simplemente no desea discutir el asunto-.

## Relación amorosa con Rigsby
Van Pelt es bastante querida por el resto del equipo, y Lisbon permite que tome iniciativas en entrevistas, aunque sigue siendo una novata. Una historia recurrente es el enamoramiento de Rigsby con Van Pelt, le vemos confesar sus sentimientos por primera vez en Rojo. Más tarde en el episodio siguiente Oro negro y sangre roja, Van Pelt y Rigsby parecen estar saliendo y se saludan felizmente en una escena del crimen - sin embargo Rigsby revela a Van Pelt que piensa que Jane puede saber acerca de su relación. Más tarde en Red Bulls, Van Pelt y Rigsby discuten porque él no llevaba un chaleco antibalas. Van Pelt es disparada varias veces en el pecho, pero sobrevive porque llevaba un chaleco antibalas. Mientras es subida a la ambulancia, Rigsby afirma que la ama y Van Pelt le da una colleja a Rigsby y le dice que próxima vez tiene que usar un chaleco antibalas. Más adelante, debido a que las relaciones entre compañeros de la brigada están prohibidas, Van Pelt y Rigsby tienen que decidir si uno de los dos se traslada o la relación termina, Van Pelt se siente presionada y termina con la relación.
Ambos acuerdan mantener distancia y ser profesionales aunque guarden sentimientos el uno por el otro y a veces demuestren celos, siguen adelante y conocen a otras personas... Grace sale con su futuro prometido, Craig O'Laughlin, un agente del FBI que posteriormente resultó ser cómplice de Red John, Van Pelt y Hightower se vieron obligadas a dispararle para evitar que este las asesinara.
Poco antes de ello, Cuando Grace anuncia su compromiso a Rigsby e intenta invitarlo a la boda este la rechaza, confesándose que aún la ama y eso de fingir amistad nunca iba a funcionar.
En el episodio "Red Velvet Cupcakes", Ella y Rigsby se hacen pasar por una pareja con problemas de relación. Sin embargo esa charla les ayuda a enfrentar y hablar sus propios problemas, Al final del episodio, ella aparece en casa de Rigsby y empieza a besarlo.
Ambos se retiran de la unidad y En la sexta temporada se casa con Rigsby, para más tarde tener una hija. 
- Datos: Q3113025